# Вильгельм, герцог Сёдерманландский
Принц Вильгельм Шведский, Карл Вильгельм Людвиг (17 июня 1884 — 5 июня 1965) — герцог Сёдерманландский, был вторым сыном короля Швеции Густава V и его супруги, королевы Виктории Баденской.

## Биография

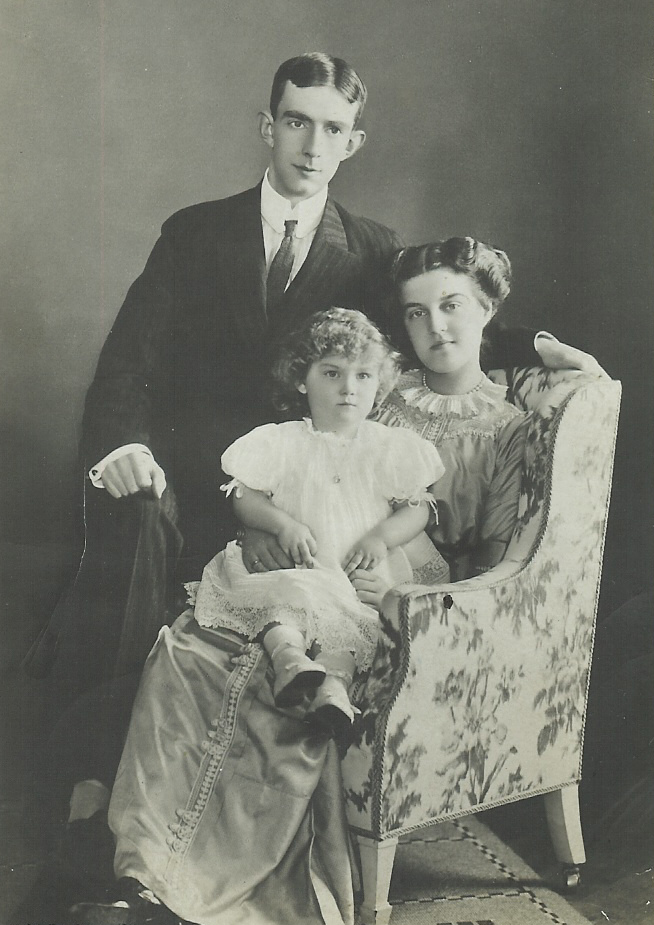
Принц Вильгем с женой, Великой княгиней Марией Павловной и сыном Леннартом в 1911 году.

3 мая 1908 года в Царском Селе Вильгельм вступил в брак с великой княгиней Марией Павловной, дочерью великого князя Павла Александровича и принцессы Александры Греческой и Датской.
Приезд Вильгельма в Россию нашёл своё отражение в детском дневнике великого князя Дмитрия Павловича: «Мне жених Марии очень нравится, он добрый (очень, кажется), милый, вежливый, обходительный, разговорчивый (но не слишком много, скорее, мало), иногда интересный. Он не слишком красив, но и не слишком дурён, хотя у него огромные (бывает очень веселый, но и может [быть] серьезным) уши, которые отстают от головы и очень заметны. Огромного роста, страшно длинные ноги, которые он, по этой причине, стоя, загибает и этим скривляет фигуру, получается очень смешной вид. Он иногда (редко, правда) бывает сердит, груб тогда в обращении, иногда важен, но и то редко бывает. Он немножко самонадеян и в это же время немножко конфузится (из-за его внешности), хотя он говорит, что никогда не конфузится. Вот таков второй сын наследного принца Швеции, принц Вильгельм Зюдерманландский, будущий муж-супруг моей сестры великой княжны Марии Павловны, дочери великого князя Павла Александровича, сына императора Александра II».
Этот брак носил в себе лишь династические цели. Супруги никогда не любили друг друга.
У Вильгельма и Марии был только один сын, принц Леннарт, герцог Смоландский, граф Бернадот аф Висборг (1909—2004). В автобиографии, Леннарт рассказывал, что Мария Павловна, его мать, настаивала, чтобы к ней обращались Её Императорское Высочество, а не Королевское Высочество, как к её мужу. Брак был несчастливым. Мария позже говорила людям, что её муж был гомосексуалом, хотя это точно не известно. Пара развелась в 1914 году. После этого Вильгельм поддерживал длительные отношения с Жанной де Трамкур.
В 1904 году принц Вильгельм был пожалован в кавалеры ордена Норвежского льва. Принц за свою жизнь написал несколько книг и был хорошим фотографом.